# Wujiayao (köpinghuvudort i Kina, Shanxi Sheng, lat 39,78, long 112,86)
Wujiayao är en köpinghuvudort i Kina. Den ligger i provinsen Shanxi, i den norra delen av landet, omkring 210 kilometer norr om provinshuvudstaden Taiyuan. Antalet invånare är 8 117. Befolkningen består av 3 908 kvinnor och 4 209 män. Barn under 15 år utgör 19,0 %, vuxna 15-64 år 72 %, och äldre över 65 år 7,0 %.
Runt Wujiayao är det ganska tätbefolkat, med 248 invånare per kvadratkilometer. Närmaste större samhälle är Xinjiayuan, 11,6 km öster om Wujiayao. Trakten runt Wujiayao består i huvudsak av gräsmarker.
Genomsnittlig årsnederbörd är 632 millimeter. Den regnigaste månaden är juli, med i genomsnitt 177 mm nederbörd, och den torraste är december, med 3 mm nederbörd.